# Brandon Vautard
Brandon Vautard, né le 9 septembre 1996, est un haltérophile français.

## Palmarès

### Championnats d'Europe
- 2018 à Bucarest
  -  Médaille de bronze en moins de 85 kg

### Jeux méditerranéens
- 2022 à Oran
  -  Médaille de bronze à l'épaulé-jeté en moins de 89 kg.